# Petar Konjovic
Petar Konjovic (født 5. maj 1883 i Somber, død 1. oktober 1970 i Beograd, Serbien) var en serbisk komponist, professor og lærer.
Konjovic blev uddannet som komponist på Musikkonservatoriet i Prag, hos Karel Stecker. Han blev efter endt uddannelse professor og lærer i komposition på Musikkonservatoriet i Beograd, og direktør og leder af den Nationale Opera i Croatien .
Konjovic helligede sig mest opera genren, men har også skrevet en vigtig symfoni i cm, som hører til de vigtige symfonier i den serbiske musik. Han har ligeledes skrevet orkesterværker, kammermusik og vokalværker etc.

## Udvalgte værker
- Symfoni i Cm (Rev. D. Jakšić 1907/1954) - for orkester